# Giovanni Martinelli (Sänger)

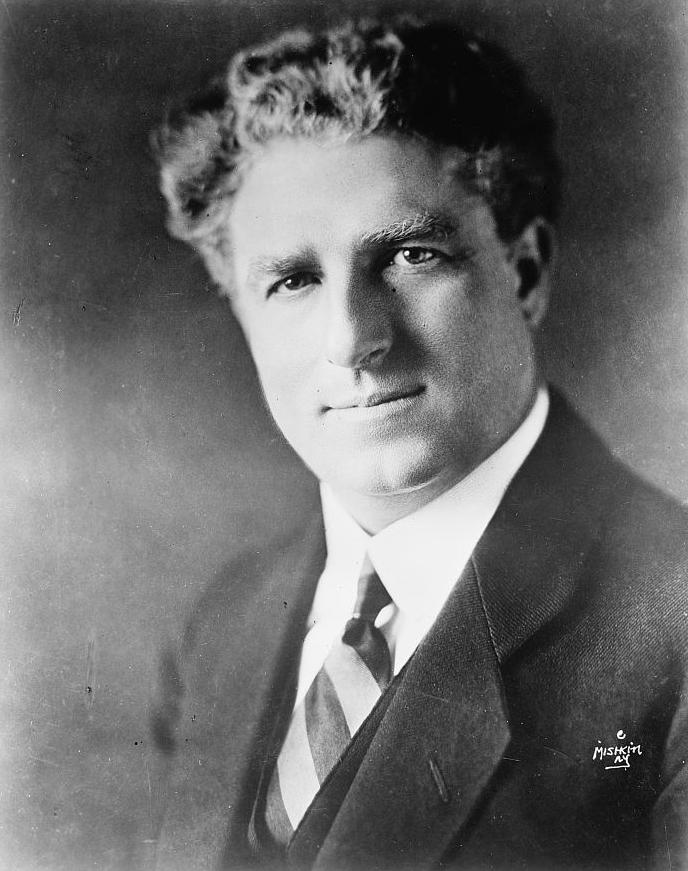
Giovanni Martinelli

Giovanni Martinelli (* 22. Oktober 1885 in Montagnana; † 2. Februar 1969 in New York) war ein italienischer Opernsänger (Tenor). Er wurde in der Opernwelt gelegentlich als bedeutendster Nachfolger Enrico Carusos bezeichnet.

## Leben
Martinelli war Sohn eines Möbelschreiners und das Älteste von 14 Kindern. Er lernte Klarinette, sang im Kirchenchor und diente in einem Militärorchester. Sein Orchesterleiter, ein Offizier, entdeckte seine Singstimme und sandte ihn für Studienzwecke zu Giuseppe Mandolini. Am 2. Dezember 1910 sang er die Solostimme in Gioacchino Rossinis „Stabat mater“. Wegen des Erfolges folgte sein richtiges Debüt am 29. Dezember 1910 in Giuseppe Verdis Ernani am Teatro Dal Verme in Mailand.
Seine ersten Erfolge sind mit dem Musikverlag Ricordi verbunden, wo ihn Arturo Toscanini und Giacomo Puccini für dessen neue Oper „La fanciulla del West“ als Dick Johnson besetzten. Die europäische Premiere des Stückes fand am Teatro Costanzi in Rom statt.
Martinelli stand mehr als 50 Jahre auf europäischen und amerikanischen Bühnen, unter anderem in Neapel, Monte Carlo, London, Budapest und an der Mailänder Scala. Über 30 Jahre verbrachte er an der New Yorker Metropolitan Opera - zuerst als Nachfolger Carusos, dann zusammen mit Beniamino Gigli und später allein - mit insgesamt 650 Auftritten. Die Met erneuerte seinen Vertrag über diesen Zeitraum immer wieder, was seither von keinem anderen Sänger erreicht wurde.
Als er diese Bühne verlassen hatte, trat er noch gelegentlich auf und gab 1967 mit 82 Jahren seine Abschiedsvorstellung in Seattle als Kaiser Altum in Turandot. Er blieb besonders wegen seiner lyrisch-dramatischen Tenorrollen in Erinnerung.